# Robert Velter
Robert Velter (Parijs, 9 februari 1909 – Saint-Malo, 27 april 1991), ook wel bekend onder de naam Rob-Vel (hiermee signeerde hij) was een Frans striptekenaar. Hij is de geestelijk vader van de bekende stripfiguur Robbedoes.

## Biografie
Velter werd door zijn vader meegenomen naar Engeland om daar zijn studies te voltooien. Hij was echter niet goed in Engels en ging de illustraties in de boeken natekenen. Hierdoor leerde hij te tekenen en kwam hij onder de invloed van de Engelse humor (vooral die van Charles Dickens). Wegens financiële problemen moest hij al op zijn 16de gaan werken. Tegen zijn zin nam hij een baan in een restaurant. Hij verwisselde die baan al snel voor een baan op het schip de "Majestic", omdat hij een grote liefde voor schepen had.
In 1934 ontmoette hij Martin Branner. Velter liet hem zijn tekeningen zien en kreeg een baan aangeboden in diens studio. Hier werkte hij aan de achtergronden voor de strip Suzy en Bicot. Na twee jaar in de Verenigde Staten te hebben gewoond, besloot hij weer te gaan varen. Een broer liet in deze periode echter wat tekeningen van hem zien aan de Opera Mundi-studio, waar hij vervolgens verantwoordelijk werd voor het personage Mijnheer Subito, onder het pseudoniem Bozz. Verder tekende hij tussen 1937 en 1940 de strip Toto voor Le journal de Toto.
In 1937 werd Velter door uitgeverij Dupuis gevraagd om een nieuw personage te ontwikkelen. Dit personage zou bekend worden onder de naam Robbedoes. Na twee jaar moest Velter zijn dienstplicht vervullen. Zijn werk werd overgenomen door Jijé. Op 20 maart 1941 keerde Velter weer terug van het front en ging hij weer bij Dupuis werken, geassisteerd door zijn echtgenote Davine. Opnieuw voor korte tijd: twee jaar na te zijn teruggekeerd keerde Velter Dupuis de rug toe. Hij liet de rechten over het personage Robbedoes over aan de uitgeverij en zijn werk werd opnieuw overgenomen door Jijé.
Velter begon nauw samen te werken met de Opera Mundi-studio. Hier hielp hij met het maken van reeksen als Pierrot en Bilvor et Tribar. Vervolgens kreeg hij de kans om zelf een reeks te maken; eerst over de hond Plouk en later de realistische reeks l'Homme au Gant. Hij werkte tijdens de jaren 1950 ook voor de Franse jeugdbladen Cadet Revue en Lisette. In 1971 nam hij de serie professor Nimbus van André Daix over, die hij voortzette onder het pseudoniem J. Darthel. In 1975 besloot hij zich terug te trekken en ging hij in Bretagne wonen. Toevallig woonde hij daar vlak bij Fournier, de latere tekenaar van Robbedoes en Kwabbernoot. Tot 1977 maakte Velter nog tekeningen en tot 1979 schreef hij scenario's. Hij overleed in 1991 op 82-jarige leeftijd te Saint-Malo.
- Biblioteca Nacional de España: XX1518852
- Bibliothèque nationale de France: cb119278512 (data)
- Gemeinsame Normdatei: 130499110
- International Standard Name Identifier: 0000 0000 7975 4729
- Library of Congress Control Number: no2009020436
- Nederlandse Thesaurus van Auteursnamen: 073726346
- LIBRIS: 328022
- Système universitaire de documentation: 162481802
- Virtual International Authority File: 307270972